# باول روبنسون (لاعب كرة قدم)
باول روبنسون (بالإنجليزية: Paul Robinson)‏ (5 يناير 1963 في المملكة المتحدة - ) هو لاعب كرة قدم بريطاني في مركز الدفاع. لعب مع نادي ميلوول.